# 마인크래프트 (프랜차이즈)
마인크래프트(Minecraft)는 동명의 비디오 게임을 중심으로 개발된 미디어 프랜차이즈이다. 모장 스튜디오가 주로 개발한 이 프랜차이즈는 5개의 비디오 게임과 다양한 서적, 상품, 이벤트 및 곧 개봉될 연극 영화로 구성되어 있다. 마이크로소프트는 2014년에 마인크래프트 프랜차이즈 및 해당 에디션과 함께 모장 스튜디오를 인수했다.

## 애니메이션 시리즈
첫 번째 마인크래프트 버전의 15주년이 되는 2024년 5월, 비디오 게임 프랜차이즈를 기반으로 한 애니메이션 시리즈가 윈드브레인과 모장에서 제작되고 있다고 발표되었다. 이 시리즈는 "새로운 캐릭터가 등장하는 독창적인 스토리를 선보이며 마인크래프트의 세계를 새로운 시각으로 보여준다."라고 설명된다. 이 시리즈는 알려지지 않은 날짜에 넷플릭스에서 출시될 예정이다.

## 책
- 마인크래프트 (책)(Minecraft: The Unlikely Tale of Markus "Notch" Persson and the Game That Changed Everything)

## 테이블톱 게임
세 개의 테이블톱 게임이 마인크래프트의 공식 타이인 게임으로 제작되었다. 처음 두 개는 모두 2015년 마텔이 제작한 마인크래프트 카드 게임?(Minecraft Card Game?)과 2016년 마텔이 제작한 우노 마인크래프트(Uno Minecraft)라는 카드 게임이다.
2019년 말에 마인크래프트의 보드 게임 버전인 Minecraft: Builders & Biomes가 발표되었다. 이 게임은 가족 시장을 대상으로 하고 2~4명의 플레이어를 대상으로 하며 라벤스부르거(Ravensburger)에서 출시되었다. 플레이어는 가장 많은 점수를 얻기 위해 오버월드를 탐험하고, 구조물을 건설하고, 자원을 채굴한다. 2020년 말에는 테이블탑 게임의 확장팩인 Minecraft: Farmer's Market Expansion이 출시되었다. 이 확장팩에는 플레이어가 야채를 생산할 수 있는 새로운 농장 생물 군계가 도입되었다.